# Ведерников, Александр Александрович
Алекса́ндр Алекса́ндрович Веде́рников (11 января 1964, Москва — 30 октября 2020, там же) — советский и российский дирижёр. Заслуженный деятель искусств Российской Федерации (2007).
Сын солиста Большого театра, баса Александра Ведерникова и пианистки, органистки, профессора Московской консерватории Наталии Гуреевой.

## Биография
Александр Ведерников родился 11 января 1964 года в Москве. Окончил Академическое музыкальное училище при Московской консерватории по классу фортепиано. В 1988 году окончил Московскую консерваторию по специальности оперно-симфоническое дирижирование у Леонида Николаева, также совершенствовался у Марка Эрмлера.
С 1988 по 1991 год дирижёр Московского государственного академического Музыкального театра имени Станиславского и Немировича-Данченко.
С 1988 по 1995 год ассистент, позднее второй дирижёр Большого симфонического оркестра имени П. И. Чайковского под управлением В. Федосеева.
В 1990-е годы в театрах Милана, Турина и Рима дирижировал балетными спектаклями («Лебединое озеро», «Щелкунчик» и «Спящая красавица» Чайковского, «Ромео и Джульетта» Прокофьева).
В сезоне 1996—1997 дебютировал в Ковент-Гардене в балетных спектаклях «Золушка» Прокофьева и «Лебединое озеро» Чайковского.
Александр Ведерников дирижировал оперными спектаклями в Париже (Grand Opera), Берлине (Deutsche Oper, Komische Oper), Стокгольме, Копенгагене, Хельсинки, Гамбурге, Штутгарте, Цюрихе и др. В 2013 году дебютировал в театре Metropolitan Opera.
Ведерников выступал с известными российскими оркестрами: ГАСО, РНО, НФОР, Заслуженным коллективом России Академическим симфоническим оркестром Санкт-Петербургской филармонии, а также европейскими оркестрами: Лондонским филармоническим, Оркестром BBC, Оркестром de Paris, Национальным оркестром Франции, Филармоническим оркестром Радио Франс, Токийским филармоническим, Симфоническим оркестром NHK, Шотландским королевским национальным оркестром, Симфоническим оркестром Баварского радио, Штаатскапелле Дрездена, Шведским Королевским филармоническим оркестром, национальным оркестром RAI, Национальным симфоническим оркестром США, симфоническими оркестрами Монреаля, Гааги, Будапешта, Сиднея, Сан-Паулу и многими другими.
В 2001—2004 годах А. А. Ведерников был художественным руководителем и главным дирижёром основанного им симфонического оркестра «Русская филармония».
С 27 июня 2001 года по 17 июля 2009 года — главный дирижёр — музыкальный руководитель Большого театра. Осуществил постановки опер «Хованщина», «Адрианна Лекуврёр», «Руслан и Людмила», «Турандот», «Летучий голландец», «Огненный ангел», «Война и мир», «Евгений Онегин», «Фальстаф», «Борис Годунов» (в авторской редакции), «Сказание о граде Китеже» и другие. Осуществил в качестве музыкального руководителя премьеру оперы Леонида Десятникова «Дети Розенталя». Ушёл с этого поста из-за разногласий с руководством театра.
С 2009 по 2018 год — главный дирижёр Симфонического оркестра Оденсе (Дания). С 2018 года занимал должность первого в истории оркестра почётного дирижёра.
В сентябре 2017 года стал главным дирижёром Датской Королевской оперы.
В 2019 году был назначен музыкальным руководителем и главным дирижёром Михайловского театра в Санкт-Петербурге.
Среди солистов, с которыми сотрудничал Ведерников — Марта Аргерих, Миша Майский, Франк-Петер Циммерман, Юрий Башмет, Наталия Гутман, Михаил Плетнёв, Николай Луганский, Борис Березовский, Андрей Коробейников, Александр Князев, Лайвичус Синевалау, Ольга Бородина, Сергей Лейферкус и др.
Скончался на 57-м году жизни 30 октября 2020 года от воспаления лёгких в 52-й больнице Москвы, где он проходил курс лечения от коронавируса. Похоронен на Миусском кладбище.